# 刘家村站
刘家村站是位于辽宁省大连市旅顺口区的一个铁路车站。有旅顺支线经过该站。原为四等站，现为乘降所，无列车停靠。距离周水子站44公里，离旅顺站8公里。隶属中国铁路沈阳局集团管辖。2014年4月20日起，刘家村乘降所取消办理所有业务。
1. ↑  铁道部电子计算技术中心, 铁道部运输局. . 北京: 中国铁道出版社. 1998: 131. ISBN 9787113030995.